# Ein starkes Team: Am Abgrund
Am Abgrund ist ein deutscher Fernsehfilm von Alexander Adolph aus dem Jahr 2011. Es handelt sich um die 49. Folge der Krimiserie Ein starkes Team mit Maja Maranow und Florian Martens in den Hauptrollen.

## Handlung
Kriminalhauptkommissarin Verena Berthold und Kollege Otto Garber werden zur Papierfabrik Zoche gerufen, da man hier den Tod des Chefeinkäufers Helmut Kaupp vermutet. Nachdem Kaupp nicht zur Arbeit erschienen war und man dann seinen Firmenausweis und einen Knopf seines Hemds in der Förderanlage gefunden hatte, wurde die Polizei verständigt. Anhand von Schleifspuren zur Pulpa-Anlage steht fest, dass hier ein Mensch hineingeworfen wurde. Zusammen mit Altpapier wurde der Körper komplett zerkleinert und zu einer neuen Papierrolle verarbeitet. Die Überreste können nur noch anhand einer DNA-Analyse des Papiers identifiziert werden.
Berthold und Garber kontaktieren Thomas Rehnus, den Finanzberater der Papierfabrik Zoche. Mit ihm wollte Kaupp zuletzt telefonieren, hatte dort aber nur den Anrufbeantworter erreicht. Rehnus gibt an, nicht zu wissen, weshalb Kaupp mit ihm reden wollte, meint aber, dass es mit der Umstrukturierung der Firma zu tun haben könnte, von der auch Kaupps Arbeitsplatz bedroht gewesen sei. Die Ermittler wollen daher mit dem Firmenchef Zoche sprechen, der jedoch nicht auffindbar ist. Dagegen erwartet Garber eine Überraschung, als er feststellen muss, dass Zoches Frau seine Jugendliebe Susanne ist. Er spricht zunächst mit niemandem darüber und verhält sich ihr gegenüber anfangs distanziert.
Bei der Suche nach dem Mörder kommen die Ermittler hinter eine Entführung des Firmenchefs Zoche. Seine Frau soll 3,5 Millionen vom Firmenkonto abheben und nach telefonischen Anweisungen übergeben. Obwohl Berthold und Garber die Übergabe heimlich überwachen, kann der Entführer mit dem Geld unerkannt entkommen. Die Ermittler halten es für wahrscheinlich, das der Mord an Kaupp mit der Entführung zusammenhängt. 
Eine Spur führt zu dem vorbestraften Roland Franke, der sich vor einiger Zeit als Altpapierhändler selbstständig gemacht hat und zu den Lieferanten der Papierfabrik zählt. Nach Aussagen von Firmenangestellten gab es zwischen ihm und dem Chefeinkäufer Kaupp heftige Differenzen. Auf der Suche nach Franke lernt Berthold diesen als einen sehr verzweifelten Mann kennen und erfährt, dass er Knaupps fester Lieferant werden sollte und auf Verlangen dafür sogar Schmiergeld gezahlt hatte. Doch Kaupp hatte das Geld eingesteckt, seine Zusage aber nicht gehalten. Er versichert, Kaupp nicht getötet zu haben und auch mit der Entführung habe er nichts zu tun. So kommen die Ermittler dahinter, dass Kaupp brisantes Material gegen Mitarbeiter der Papierfabrik gesammelt hatte und der „Betrug“ an Franke nur ein Ablenkungsmanöver von ihm war, um die Schmiergeldzahlungen der Lieferanten beweisen zu können. Dahinter steckte in erster Linie Thomas Rehnus, der auch gemeinsam mit Zoche die Entführung vorgetäuscht hat. Da die Firma kurz vor der Insolvenz steht und bereits an einen ausländischen Investor verkauft wurde, liegt nahe, dass Zoche sich mit dem Geld nach Südamerika absetzen will. Als Rehnus mitbekommt, dass er ausgebootet werden soll, bringt er Zoche um.
Garber weiß nicht so recht, wieweit Susanne mit in die Entführungsgeschichte involviert ist und gibt deshalb den Fall wegen Befangenheit ab. Nachdem sie erfahren hat, dass ihr Mann umgebracht wurde, kümmert sich Garber um sie. So ruft Susanne ihn an, als sie gerade Rehnus angeblich in Notwehr erschlagen hat. Nun gesteht sie freimütig, dass die Entführung einzig und allein die Idee ihres Mannes und Rehnus war. Sie sei nur benutzt worden. Berthold ist mehr als skeptisch, kann Frau Zoche aber nichts Gegenteiliges beweisen. Garber will von diesen Verdächtigungen zunächst nichts wissen, ist aber dann bereit, ihr eine Falle zu stellen. Ihm gegenüber gibt sie zu, das Lösegeld nie abgeliefert zu haben. Nachdem Rehnus ihren Mann getötet hatte, habe sie ihn deswegen zur Strafe umgebracht. Rehnus habe auch Kaupp ermordet, da er die Geschäftsleitung erpresst hatte und zur Polizei gehen wollte, damit die Firma nicht verkauft wird. Garber zeigt Susanne nun, dass er verkabelt ist und ihr Gespräch von seinen Kollegen mitgehört worden ist.

## Hintergrund
Am Abgrund wurde in Berlin gedreht und am 25. Juni 2011 um 20:15 Uhr im ZDF erstausgestrahlt.
Sputnik, dessen Rolle als Geschäftsmann in der Serie als ein Running Gag angelegt ist, hat sich in dieser Folge als Schuldenberater selbstständig gemacht.

## Rezeption

### Einschaltquoten
Die Erstausstrahlung am 25. Juni 2011 erreichte 6,40 Millionen Zuschauer, was einem Marktanteil von 23,4 Prozent entspricht.

### Kritiken
Rainer Tittelbach von tittelbach.tv befand: „Am Abgrund“ ist „eine sehr sorgfältig inszenierte Episode vom ‚Starken Team‘ ist. Auch die Geschichte besitzt mehr Tiefe und Emotion als üblich in dieser sich oft allzu flapsig gebenden Reihe. Das kommt vor allem Florian Martens zugute, der hier mehr sein darf als der kumpelige Bulle mit dem Käppi und der sprichwörtlichen Berliner Schnauze. Die Otto-Suse-Psychologie orientiert sich zwar mehr am seriellen Regelwerk und weniger am individuellen, realistischen Drama, dennoch atmet dieser Film reichlich deutsche Wirklichkeit.“
Die Kritiker der Fernsehzeitschrift TV Spielfilm vergeben die beste Wertung (Daumen nach oben) und meinen anerkennend: „Intelligent und vielschichtig mit einem überraschend gefühlvollen Kommissar.“ Fazit: „Düster, melancholisch und fesselnd konstruiert.“
Bei Quotenmeter.de heißt es: „Wer auf eine wendungsreiche Kriminalgeschichte mit einer großen Portion Emotionen steht, wird an ‚Starken Team: Am Abgrund‘ seinen Spaß haben.“ „Die Umsetzung des Drehbuchs von Eva Wehrum ist Alexander Adolph sehr sorgsam angegangen. In der ZDF-Krimi-Reihe, die sonst eher gewöhnliche und wenig auffallende Krimi-Unterhaltung bietet, hat er nun merklich Wert auf die Details gelegt. Wer ‚zwischen den Zeilen‘ liest, erkennt die Handschrift des Regisseurs sofort. Die Geschichte bekommt mehr Emotionen und Tiefgang als man es von der ZDF-Reihe gewohnt ist. Bestes Beispiel ist eine Szene direkt zu Beginn des Films.“